# Dvirkívshchina
Dvirkívshchina (en ucraniano: Двірківщина, romanizado: Dvirkivshchyna) es un pueblo ucraniano perteneciente al óblast de Kiev. Situado en el centro del país, forma parte del raión de Borispil y parte del municipio (hromada) de Yajotín.

## Toponimia
El nombre del asentamiento en ruso es Dvorkóvshchina (en ruso: Дворковщина).

## Geografía
Dvirkívshchina está situado a orillas del río Chumjak, 9 km al este de Yajotín y a 110 km al este de Kiev.

## Historia
El cosaco Dvirko fundó una granja en 1684, que llevaba su nombre. Más tarde, la granja se convirtió en una aldea y la aldea comenzó a llamarse Dvirkívshchina.
La comunidad actual se formó en 1984 a partir de una granja estatal.Una gran parte de la población abandonó el pueblo en 1986 debido al accidente nuclear de Chernóbil.
Hasta el 18 de julio de 2020, Dvirkívshchina era parte del raión de Yajotín.El raión fue abolido en julio de 2020 como parte de la reforma administrativa de Ucrania, que redujo el número de raiones del óblast de Kiev a siete. El área del raión se incluyó en el raión de Borispil.

## Demografía
La evolución de la población de Dvirkívshchina entre 1911 y 2001 fue la siguiente:
| 108                                                           | 390 |
| (Fuente: Cities & Towns of Ukraine y UKRAINE: Größere Städte) |     |

Según el censo de 2001, la lengua materna de la mayoría de los habitantes, el 96,15%, es el ucraniano; y del 3,08% es el ruso.

## Infraestructura

### Transporte
La carretera ucraniana M3-E40 está al sur del pueblo y la carretera local T-10-18, al norte. 

## Personas destacadas
- Andriy Shevchenko (1976): exfutbolista y entrenador ucraniano, conocido por jugar en el Dinamo Kiev y el A.C. Milan.[10]